# 策略地圖

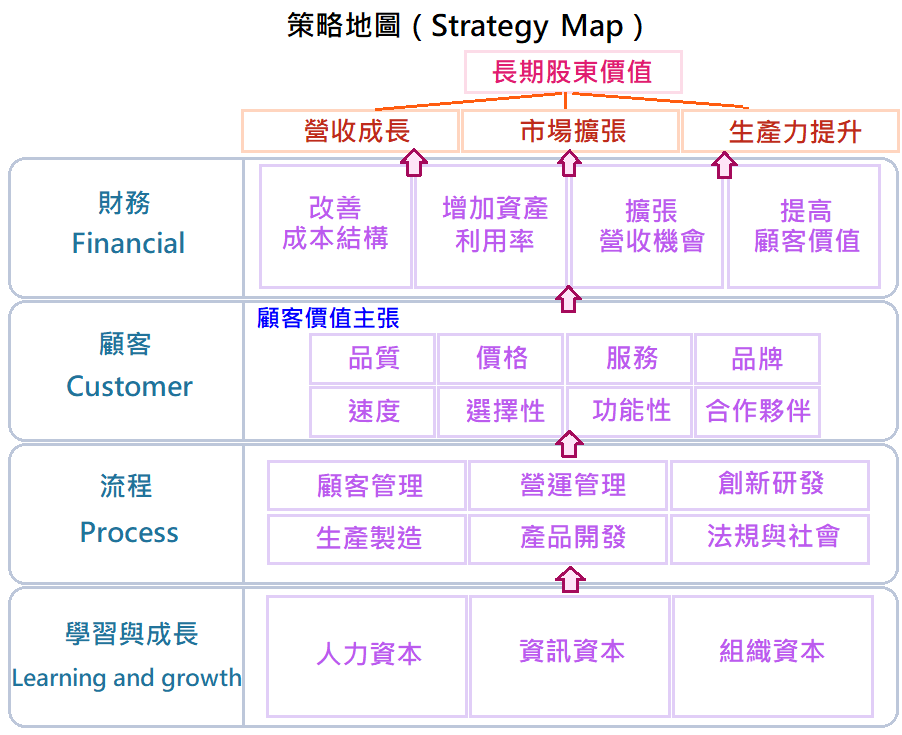
策略地圖（Strategy map）的中文翻譯

策略地圖是記錄組織或高階管理人員所追求的策略目標圖表。它是與平衡计分卡相關的一個元素，特別是在1990年代中期首次出現的第二代平衡計分卡設計的特徵。這種類型的第一個圖表出現在1990年代初期，而羅伯·卡普蘭與大衛·諾頓在1996年的一篇論文中討論了使用這種類型的圖表來幫助記錄平衡計分卡的想法。而在1990年代後期，卡普蘭與諾頓撰寫的幾本書和文章中都有介紹到策略地圖。